# ТЭМ10
ТЭМ10 (тепловоз с электрической передачей, маневровый, тип 10) — серийный российский четырёхосный тепловоз, производимый АО «Синара — Транспортные Машины» (СТМ, из группы «Синара») на  Людиновском тепловозостроительном заводе (ЛТЗ) с 2020 года.

## История создания и выпуска
Тепловоз создан в интересах прежде всего российской промышленности. При создании учитывались технические требования как предприятий нефтегазовой и металлургической промышленности, так и предприятий промышленного железнодорожного транспорта.
По состоянию на февраль 2025 года известно о постройке как минимум 18 машин ТЭМ10, с порядковыми номерами от 001 до 018 включительно.

## Общие сведения
Четырёхосный тепловоз имеет модульную конструкцию, снабжён двумя дизельными силовыми установками. Экономия затрат по сравнению с классической схемой с одним дизельным двигателем заявлена на уровне 20 %. На тепловозе применена электрическая передача переменно-постоянного тока.

### Технические характеристики
Основные параметры тепловоза ТЭМ10:
- служебная масса — 90 т ± 3 %;
- размеры:
  - габарит по ГОСТ 9238 — 02-ВМ;
  - длина по осям автосцепок (не более) — 17 140 мм;
- осевая формула — 20-20;
- нагрузка на ось — 220,5 кН ± 3 %;
- полная мощность по дизелю — 2×428 кВт (2×582 л.с.);
- сила тяги:
  - при трогании с места — 291 кН (29,7 тс);
  - длительного режима — 216 кН (22 тс);
- конструкционная скорость — 100 км/ч;
- запас топлива — 4600 кг;
- запас песка — 1000 кг;
- минимальный радиус проходимых кривых — 40 м.

## Эксплуатация
Тепловозы ТЭМ10 поставлены для работы на различных предприятиях промышленности. По состоянию на июнь 2024 года многие машины эксплуатируются на металлургических комбинатах: Новолипецком (в том числе опытный образец с номером 001), Магнитогорском и Западно-Сибирском. Два локомотива со следующими номерами поставлены дочернему предприятию СТМ — ООО «СинараПромТранс», оказывающему логистические услуги. Они работают на путях заводов ПАО «Трубная металлургическая компания» (номер 002 обслуживает АО «Северский трубный завод», номер 003 — АО «Волжский трубный завод». ТЭМ10-004 попал на белорусское  предприятие ОАО «Гомельский химический завод» (Belfert), ТЭМ10-016 — на ОАО «Белорусский металлургический завод», но подавляющее большинство эксплуатируется в России.